# Recaro Rail
Recaro Rail (dawniej Grodziska Fabryka Wyposażenia Wagonów Growag) - spółka z o.o., przedsiębiorstwo produkujące kolejowe fotele pasażerskie oraz amortyzatory, z siedzibą w Zdroju w gminie Grodzisk Wielkopolski.
Powstała w 1972 roku w wyniku reorganizacji Grodziskiej Spółdzielni Pracy.
W 2001 roku firma otrzymała Medal Europejski za osiągnięcia w produkcji foteli tapicerowanych, przyznany przez Komitet Integracji Europejskiej.
31 stycznia 2013 Ministerstwo Skarbu Państwa sprzedało Growag konsorcjum BAM za kwotę 5,4 mln zł.
W marcu 2022 przedsiębiorstwo zostało nabyte przez niemiecką firmę RECARO, producenta siedzeń samochodowych, lotniczych, gamingowych oraz samochodowych fotelików dziecięcych.
W grudniu 2022 René Dankwerth zastąpił na stanowisku prezesa Marka Steina.
Przedsiębiorstwo zaopatruje m.in.:
- STADLER
- Škoda Transportation a.s.
- Fabryka Pojazdów Szynowych w Poznaniu
- REMTRAK
- Metro Warszawa
- PESA Bydgoszcz
- Zakłady Komunikacji Miejskiej
- PESA Mińsk Mazowiecki
- PKP InterCity
- Zakłady Przewozów Regionalnych
- Zakłady Taboru PKP CARGO
- SKM Trójmiasto
- Koleje Mazowieckie
- SKM Warszawa
- RVR Ryga
- Newag